# جيان لوكا جاليتي
جيان لوكا جاليتي (بالإيطالية: Gian Luca Galletti)‏ هو سياسي إيطالي، ولد في 15 يوليو 1961 في بولونيا في إيطاليا. حزبياً، نشط في الحزب الديمقراطي المسيحي الإيطالي. وقد انتخب وزير البيئة ‏ (12 ديسمبر 2016 – 1 يونيو 2018) وانتخب وزير البيئة ‏ (22 فبراير 2014 – 12 ديسمبر 2016) وانتخب عضو مجلس النواب في الجمهورية الإيطالية.

## وصلات خارجية
- الموقع الرسمي